# Paul Vialis
Paul Vialis, né à Mormoiron, dans le département de Vaucluse le 14 juin 1848 et mort au Pontet, dans le Vaucluse le 13 janvier 1913, est un homme politique français.